# Kíssia
A Kíssia  é um conjunto do município brasileiro de Manaus, capital do Amazonas. Situa-se dentro do bairro Dom Pedro, na Zona Centro-Oeste da cidade. Estima-se que ao menos 3 200 habitantes residem no conjunto. 

## Transportes
Kíssia é servido pela empresa de ônibus, que atualmente opera na seguinte linha:
| Linha | Origem          | Empresa | Tarifa  | Principais pontos do trajeto                             |
| ----- | --------------- | ------- | ------- | -------------------------------------------------------- |
| 201   | Kíssia ↔ Centro |         | R$ 3,00 | Conjunto Kíssia, Dom Pedro, Av. Constantino Nery, Centro |